# 일편단심 (1961년 영화)
"일편단심"은 한국에서 제작된 김수용 감독의 1961년 영화이다. 조미령 등이 주연으로 출연하였고 김보철 등이 제작에 참여하였다.

## 출연

### 주연
- 조미령
- 신영균
- 허장강
- 주증녀

## 기타
- 조명: 박응선
- 미술: 강성범